# Convention pour une alternative progressiste
Pour les articles homonymes, voir CAP.
 (avril 2009).
Si vous disposez d'ouvrages ou d'articles de référence ou si vous connaissez des sites web de qualité traitant du thème abordé ici, merci de compléter l'article en donnant les références utiles à sa vérifiabilité et en les liant à la section « Notes et références ».
La Convention pour une alternative progressiste (CAP) est une petite organisation politique française fondée en 1994 par d'anciens membres du Parti communiste français (notamment Charles Fiterman, Marcel Rigout, Jean-Pierre Brard ou Gilbert Wasserman) et dissoute en 2009.

## Histoire

### Origines et création
Au début des années 1980, le Parti communiste français voit son influence à gauche diminuée au profit du Parti socialiste (15,35 % à l'élection présidentielle de 1981 et 11,20 % aux européennes de 1984). Cependant, Georges Marchais refuse de remettre la ligne du parti en question et continue de soutenir officiellement le régime soviétique. À partir du 25e congrès de 1985, une opposition interne se forme autour de Pierre Juquin, Marcel Rigout, Félix Damette ou bien Gilbert Wasserman et regroupe des dirigeants du comité central, des députés et des maires de grandes villes.
Les 15 et 16 octobre 1994, la Convention pour une alternative progressiste est créée et rassemble des personnalités et militants issus de différentes organisations de gauche post-communiste (Gilbert Wasserman, Marcel Rigout, Charles Fiterman ou Guy Hermier) et d'extrême gauche (Alain Krivine). Rapidement, la CAP se divise en deux grandes tendances : l'une qui veut en faire le creuset du rassemblement de la « gauche de la gauche » et entend conserver un statut de confédération de forces disparates ; et l'autre qui s'inscrit au contraire au cœur de la gauche parlementaire de gouvernement, et cherche à construire « la synthèse du meilleur de la gauche avec le meilleur de l'écologie » dans un parti de type nouveau.

### Rapprochement avec les écologistes
Lors de l'élection présidentielle de 1995, la CAP décide de soutenir la candidature de Dominique Voynet (Les Verts) qui reçoit le soutien d'autres organisations écologistes et de la gauche alternative : Alternative rouge et verte, Écologie autrement (dissidents de Génération écologie) et Écologie et fraternité (courant de GÉ de Yves Piétrasanta). La LCR décide alors de se retirer du mouvement et Guy Hermier revient au PCF. 
En 1996, Charles Fiterman participe au nom de la CAP aux Journées d'été des Verts, où est lancé le processus de la « gauche plurielle », aux côtés de Dominique Voynet, Lionel Jospin et Robert Hue.
En 1997, la CAP participe aux élections législatives de 1997, et obtient des scores modestes ; seul Jean-Pierre Brard, apparenté communiste, est réélu député sous sa nouvelle étiquette dans une circonscription historiquement communiste.
Aux élections régionales de 1998, la CAP obtient 4 élus : Jacques Jouve (ADS), Michel Fourgeaud (ADS) sur la liste de la Gauche plurielle dans le Limousin ; Martial Bourquin sur la liste de la Gauche plurielle en Franche-Comté ; Gilles Meurice (Mouvement Rouge et Vert) sur liste Tous ensemble À Gauche (LCR-CAP) en Bretagne.

### Éparpillement et dissolution
En 1998, le parti qui n'a pas atteint une masse critique se vide de ses militants qui rejoignent des partis plus susceptibles de gagner des élections (comme Charles Fiterman qui rejoint le PS) : 
- Une partie importante des militants de la CAP rejoint Les Verts, en même temps que le mouvement Convergences écologie solidarité de Noël Mamère.
- Une minorité de la CAP, animée par Roland Mérieux, participe à la formation des Alternatifs avec les militants de l'Alternative rouge et verte qui n'ont pas rejoint Les Verts.
- Gilbert Wasserman continue à animer la revue de la CAP Confluences tout en lançant la revue Mouvements.

Après quatre années d'existence, la CAP a perdu sa dynamique nationale et ne persistera que par ses antennes locales. Elle est présente dans plusieurs régions françaises, essentiellement dans la Haute-Vienne et dans le Val-de-Marne où le parti possède quelques élus locaux. Après les élections régionales de 2004 et municipales de 2008, la CAP compte 6 maires (Orly, Arcueil, Saint-Junien, Veyrac, Arnac-la-Poste, Champsac), 2 conseillers régionaux (en Limousin et en Île-de-France), 7 conseillers généraux et de nombreux conseillers municipaux.

Logo de la FASE.

En 2008 plusieurs mouvements issus de la CAP se sont retrouvés au sein de la Fédération pour une alternative sociale et écologique qui reprend les principes de la CAP, de regrouper toute la « gauche alternative » en dépassant le clivage des partis. 
Le 26 mars 2009, le parti est déclaré dissout au JO Associations.

## Héritage de la CAP

### Alternative démocratie socialisme

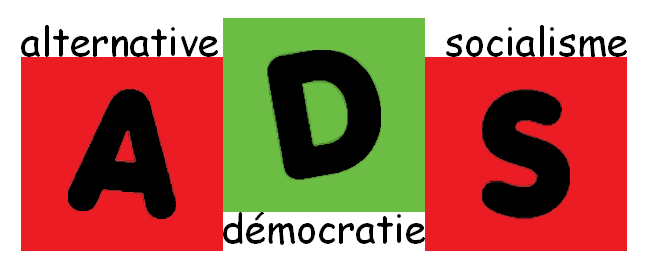
Logo de ADS.

Malgré la dissolution de la CAP en 2009, Alternative démocratie socialisme de Marcel Rigout est restée bien implantée dans le Haute-Vienne. D'abord proche du PS (comme à Limoges ou au conseil régional), ADS s'est rapprochée du PCF et du Front de gauche à la fin des années 2000.
Lors des élections européennes de juin 2009, ADS participe au Front de gauche et obtient la deuxième place de la liste dans la circonscription Auvergne-Centre-Limousin. Son représentant sur cette liste est Patrick Charles, adjoint au maire de Limoges.
Pour les régionales de 2010, le mouvement décide de repartir avec le PS (2 élus ADS siègent avec les socialistes au conseil régional du Limousin).  À l'issue des élections, Bernard Beaubreuil est élu.
En 2011, le mouvement avait encore 6 conseillers généraux formant un groupe commun avec les 5 élus communistes. Mais le redécoupage des cantons de 2015 et le vieillissement de ses représentants ont mené à une baisse de son influence dans les années 2010. 
À la suite du redécoupage des régions, ADS présente deux candidats (Annie Dardilhac et Hervé Beaudet) sur la liste du Front de gauche aux régionales de 2015 en Aquitaine-Limousin-Poitou-Charentes. Si elle a eu un assez bon résultat en Haute-Vienne (7,87 %), cette liste n'obtient au niveau régional que 4,85 % et ne peut donc pas fusionner avec la liste socialiste pour le 2e tour. Le mouvement n'est alors plus représenté au conseil régional.
Pierre Allard, conseiller départemental et maire de Saint-Junien (président actuel d'ADS), s'est présenté aux élections législatives de 2017, soutenu par le PCF, où il a obtenu 12,24 % au 1er tour et 45,41 % au 2e tour face à Jean-Baptiste Djebbari (LREM).

### Gauche citoyenne

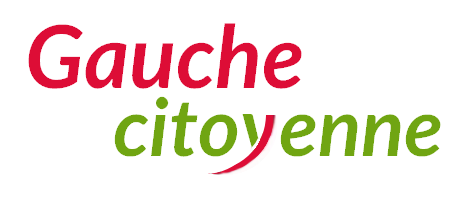
Logo de la Gauche citoyenne.

En 2009, des élus du Val-de-Marne issus de la CAP créent la Gauche citoyenne du Val-de-Marne qui regroupe plusieurs associations politiques, principalement implantées dans les communes ouest du département. À sa création, le mouvement est représenté par 4 élus au conseil général : Daniel Breuiller (CAP) à Arcueil, Christine Janodet (CAP) à Orly, Jacques Perreux (ex-PCF) à Vitry-sur-Seine et Joseph Rossignol (PG) à Boissy-Saint-Léger.
Alors qu'en Haute-Vienne ADS s'est rapprochée des communistes, la Gauche citoyenne se tourne plutôt vers les écologistes et leur nouveau mouvement, Europe Écologie Les Verts. Plusieurs membres de GC comme les conseillers généraux Daniel Breuiller et Jacques Perreux, y adhèrent en 2009 tout en restant membre de la Gauche citoyenne.
Après avoir été candidate sur la liste de Daniel Cohn-Bendit aux élections européennes de 2009, Françoise Diehlmann est élue en 2010 conseillère régionale d’Île-de-France sur la liste Europe Écologie et siège dans le groupe écologiste. Elle se représenta en 2015 sur la liste EELV d'Emmanuelle Cosse en position non-éligible.
D'autres mouvements éponymes existent dans l'ancienne ceinture rouge, créés par des élus ayant quitté le PCF dans les années 2000 comme le Mouvement de la gauche citoyenne de Seine-Saint-Denis à Romainville, le Rassemblement de la gauche citoyenne à Montreuil ou la Gauche citoyenne de Nanterre créée par Patrick Jarry en 2010 et dissoute le 6 février 2021[réf. souhaitée].

### Gauche alternative écologique et citoyenne
À l'occasion des élections municipales de 1995, des élus proches de la CAP et de l'AREV forment à Lyon et dans son agglomération le groupe Gauche alternative écologique et citoyenne (GAEC). Ils comptent alors 12 élus et 4 conseillers municipaux à Lyon. Le groupe de la communauté urbaine comprend également Maurice Charrier, maire de Vaulx-en-Velin. Le groupe se situe dans la majorité municipale à la suite de la victoire de Gérard Collomb en 2001 ; il est notamment représenté par les élus Yves Fournel et Thérèse Rabatel.
Les élus du GAEC appellent à voter José Bové à l'élection présidentielle de 2007 puis Jean-Luc Mélenchon à la présidentielle de 2012.
Lors des élections municipales de 2014, le groupe fusionne avec d'anciens élus communistes favorables à l'alliance avec Gérard Collomb dès le premier tour et créent le groupe Lyon Gauche Solidaires. Cependant, il s'oppose à l'alliance de Gérard Collomb avec Les Républicains lors des élections municipales de 2020, et ne comptent plus aucun élu à la suite de ces élections.

## Élus

### Conseillers régionaux
| Élections | Régions       | Élus                      | Étiquette | Étiquette | Liste                              |
| --------- | ------------- | ------------------------- | --------- | --------- | ---------------------------------- |
| 1992      | Limousin      | Marcel Rigout             |           | ADS       | Alternative démocratie socialisme  |
| 1992      | Limousin      | Jacques Jouve             |           | ADS       | Alternative démocratie socialisme  |
| 1992      | Limousin      | André Leycure             |           | ADS       | Alternative démocratie socialisme  |
| 1992      | Franche-Comté | Martial Bourquin          |           | ADS       | ADS - AREV                         |
| 1998      | Bretagne      | Gilles Meurice            |           | CAP (MRV) | Tous ensemble à Gauche (LCR - ADS) |
| 1998      | Limousin      | Jacques Jouve             |           | CAP (ADS) | Gauche plurielle                   |
| 1998      | Limousin      | André Leycure             |           | CAP (ADS) | Gauche plurielle                   |
| 1998      | Franche-Comté | Martial Bourquin          |           | CAP (ADS) | Gauche plurielle                   |
| 2004      | Limousin      | Jacqueline Lhomme-Léoment |           | CAP (ADS) | Union de la gauche                 |
| 2004      | Limousin      | Michel Fourgeaud          |           | CAP (ADS) | Union de la gauche                 |
| 2010      | Île-de-France | Françoise Diehlmann       |           | EÉ-GC     | Europe Écologie - Les Verts        |
| 2010      | Limousin      | Bernard Beaubreuil        |           | ADS       | Union de la gauche                 |

### Conseillers généraux / départementaux
| Élections | Départements | Cantons                    | Élus                         | Étiquette | Étiquette | Groupes politiques                           |
| --------- | ------------ | -------------------------- | ---------------------------- | --------- | --------- | -------------------------------------------- |
| 1994      | Haute-Vienne | Eymoutiers                 | André Leycure                |           | ADS       | Communiste - ADS                             |
| 1994      | Haute-Vienne | Magnac-Laval               | Michel Ponchut               |           | ADS       | Communiste - ADS                             |
| 1994      | Haute-Vienne | Oradour-sur-Vayres         | Guy Baudrier                 |           | ADS       | Communiste - ADS                             |
| 1994      | Haute-Vienne | Saint-Junien-Est           | Roland Mazoin                |           | ADS       | Communiste - ADS                             |
| 1994      | Haute-Vienne | Saint-Junien-Ouest         | André Demery                 |           | ADS       | Communiste - ADS                             |
| 1994      | Haute-Vienne | Saint-Mathieu              | Marcel Darcy                 |           | ADS       | Communiste - ADS                             |
| 1994      | Val-de-Marne | Arcueil                    | Marcel Trigon                |           | ADS       | Communiste                                   |
| 1994      | Val-de-Marne | Orly                       | Gaston Viens                 |           | ADS       | Communiste                                   |
| 1998      | Haute-Vienne | Eymoutiers                 | Michel Ponchut               |           | CAP (ADS) | Communiste - ADS                             |
| 1998      | Haute-Vienne | Magnac-Laval               | Michel Ponchut               |           | CAP (ADS) | Communiste - ADS                             |
| 1998      | Haute-Vienne | Oradour-sur-Vayres         | Guy Baudrier                 |           | CAP (ADS) | Communiste - ADS                             |
| 1998      | Haute-Vienne | Saint-Junien-Est           | Roland Mazoin                |           | CAP (ADS) | Communiste - ADS                             |
| 1998      | Haute-Vienne | Saint-Junien-Ouest         | André Demery                 |           | CAP (ADS) | Communiste - ADS                             |
| 1998      | Haute-Vienne | Saint-Mathieu              | Marcel Darcy                 |           | CAP (ADS) | Communiste - ADS                             |
| 1998      | Haute-Vienne | Saint-Sulpice-les-Feuilles | Jean-Pierre Drieux           |           | CAP (ADS) | Communiste - ADS                             |
| 1998      | Val-de-Marne | Arcueil                    | Marcel Trigon                |           | CAP       | Communiste                                   |
| 1998      | Val-de-Marne | Orly                       | Gaston Viens                 |           | CAP       | Communiste                                   |
| 2001      | Haute-Vienne | Eymoutiers                 | Michel Ponchut               |           | CAP (ADS) | Communiste - ADS                             |
| 2001      | Haute-Vienne | Magnac-Laval               | Michel Ponchut               |           | CAP (ADS) | Communiste - ADS                             |
| 2001      | Haute-Vienne | Oradour-sur-Vayres         | Guy Baudrier                 |           | CAP (ADS) | Communiste - ADS                             |
| 2001      | Haute-Vienne | Saint-Junien-Est           | Roland Mazoin                |           | CAP (ADS) | Communiste - ADS                             |
| 2001      | Haute-Vienne | Saint-Junien-Ouest         | Pierre Allard                |           | CAP (ADS) | Communiste - ADS                             |
| 2001      | Haute-Vienne | Saint-Mathieu              | Claude Pauliat               |           | CAP (ADS) | Communiste - ADS                             |
| 2001      | Haute-Vienne | Saint-Sulpice-les-Feuilles | Jean-Pierre Drieux           |           | CAP (ADS) | Communiste - ADS                             |
| 2001      | Val-de-Marne | Arcueil                    | Marcel Trigon                |           | CAP       | Communiste                                   |
| 2004      | Haute-Vienne | Eymoutiers                 | Michel Ponchut               |           | CAP (ADS) | Communiste - ADS                             |
| 2004      | Haute-Vienne | Magnac-Laval               | Michel Ponchut               |           | CAP (ADS) | Communiste - ADS                             |
| 2004      | Haute-Vienne | Oradour-sur-Vayres         | Guy Baudrier                 |           | CAP (ADS) | Communiste - ADS                             |
| 2004      | Haute-Vienne | Saint-Junien-Ouest         | Pierre Allard                |           | CAP (ADS) | Communiste - ADS                             |
| 2004      | Haute-Vienne | Saint-Mathieu              | Claude Pauliat               |           | CAP (ADS) | Communiste - ADS                             |
| 2004      | Haute-Vienne | Saint-Sulpice-les-Feuilles | Jean-Pierre Drieux           |           | CAP (ADS) | Communiste - ADS                             |
| 2004      | Val-de-Marne | Arcueil                    | Daniel Breuiller             |           | CAP       | Communiste                                   |
| 2008      | Haute-Vienne | Châteauneuf-la-Forêt       | Thierry Lafarge              |           | ADS       | Communiste - ADS                             |
| 2008      | Haute-Vienne | Eymoutiers                 | Michel Ponchut               |           | ADS       | Communiste - ADS                             |
| 2008      | Haute-Vienne | Magnac-Laval               | Jean-Claude Fauvet           |           | ADS       | Communiste - ADS                             |
| 2008      | Haute-Vienne | Oradour-sur-Vayres         | Guy Baudrier                 |           | ADS       | Communiste - ADS                             |
| 2008      | Haute-Vienne | Saint-Junien-Ouest         | Pierre Allard                |           | ADS       | Communiste - ADS                             |
| 2008      | Haute-Vienne | Saint-Mathieu              | Claude Pauliat               |           | ADS       | Communiste - ADS                             |
| 2008      | Haute-Vienne | Saint-Sulpice-les-Feuilles | Jean-Pierre Drieux           |           | ADS       | Communiste - ADS                             |
| 2008      | Val-de-Marne | Arcueil                    | Daniel Breuiller             |           | GC        | Gauche citoyenne                             |
| 2008      | Val-de-Marne | Boissy-Saint-Léger         | Joseph Rossignol             |           | PG-GC     | Gauche citoyenne                             |
| 2008      | Val-de-Marne | Orly                       | Christine Janodet            |           | GC        | Gauche citoyenne                             |
| 2008      | Val-de-Marne | Vitry-sur-Seine-Ouest      | Jacques Perreux              |           | GC        | Gauche citoyenne                             |
| 2011      | Haute-Vienne | Châteauneuf-la-Forêt       | Thierry Lafarge              |           | ADS       | ADS - Terre de Gauche                        |
| 2011      | Haute-Vienne | Eymoutiers                 | Michel Ponchut               |           | ADS       | ADS - Terre de Gauche                        |
| 2011      | Haute-Vienne | Oradour-sur-Vayres         | Guy Baudrier                 |           | ADS       | ADS - Terre de Gauche                        |
| 2011      | Haute-Vienne | Saint-Junien-Ouest         | Pierre Allard                |           | ADS       | ADS - Terre de Gauche                        |
| 2011      | Haute-Vienne | Saint-Mathieu              | Claude Pauliat               |           | ADS       | ADS - Terre de Gauche                        |
| 2011      | Haute-Vienne | Saint-Sulpice-les-Feuilles | Jean-Pierre Drieux           |           | ADS       | ADS - Terre de Gauche                        |
| 2011      | Val-de-Marne | Arcueil                    | Daniel Breuiller             |           | EELV-GC   | Gauche citoyenne - Europe Écologie Les Verts |
| 2011      | Val-de-Marne | Boissy-Saint-Léger         | Joseph Rossignol             |           | PG-GC     | Gauche citoyenne - Europe Écologie Les Verts |
| 2011      | Val-de-Marne | Orly                       | Christine Janodet            |           | GC        | Gauche citoyenne - Europe Écologie Les Verts |
| 2011      | Val-de-Marne | Vitry-sur-Seine-Ouest      | Jacques Perreux              |           | EELV-GC   | Gauche citoyenne - Europe Écologie Les Verts |
| 2015      | Haute-Vienne | Eymoutiers                 | Thierry Lafarge              |           | ADS       | ADS/PC                                       |
| 2015      | Haute-Vienne | Eymoutiers                 | Jacqueline Lhomme-Léoment    |           | ADS       | ADS/PC                                       |
| 2015      | Haute-Vienne | Saint-Junien               | Pierre Allard                |           | ADS       | ADS/PC                                       |
| 2015      | Val-de-Marne | Arcueil                    | Daniel Breuiller (2015-2015) |           | EELV-GC   | Gauche citoyenne - Europe Écologie Les Verts |
| 2015      | Val-de-Marne | Orly                       | Christine Janodet            |           | GC        | Gauche citoyenne - Europe Écologie Les Verts |

### Maires
| Élections | Départements      | Communes                   | Élus                                                   | Étiquette | Étiquette |
| --------- | ----------------- | -------------------------- | ------------------------------------------------------ | --------- | --------- |
| 1995      | Haute-Vienne      | Arnac-la-Poste             | Jean-Pierre Drieux                                     |           | CAP (ADS) |
| 1995      | Haute-Vienne      | Champsac                   | Guy Baudrier                                           |           | CAP (ADS) |
| 1995      | Haute-Vienne      | La Chapelle-Montbrandeix   | Marcel Darcy                                           |           | CAP (ADS) |
| 1995      | Haute-Vienne      | Saint-Junien               | Roland Mazoin                                          |           | CAP (ADS) |
| 1995      | Haute-Vienne      | Saint-Maurice-les-Brousses | Georges Dargentolle                                    |           | CAP (ADS) |
| 1995      | Seine-Saint-Denis | Montreuil                  | Jean-Pierre Brard                                      |           | CAP       |
| 1995      | Val-de-Marne      | Arcueil                    | Marcel Trigon                                          |           | CAP       |
| 1995      | Val-de-Marne      | Orly                       | Gaston Viens                                           |           | CAP       |
| 2001      | Haute-Vienne      | Arnac-la-Poste             | Jean-Pierre Drieux                                     |           | CAP (ADS) |
| 2001      | Haute-Vienne      | Champsac                   | Guy Baudrier                                           |           | CAP (ADS) |
| 2001      | Haute-Vienne      | La Chapelle-Montbrandeix   | Marcel Darcy                                           |           | CAP (ADS) |
| 2001      | Haute-Vienne      | Saint-Junien               | Pierre Allard                                          |           | CAP (ADS) |
| 2001      | Haute-Vienne      | Saint-Maurice-les-Brousses | Georges Dargentolle                                    |           | CAP (ADS) |
| 2001      | Seine-Saint-Denis | Montreuil                  | Jean-Pierre Brard                                      |           | CAP       |
| 2001      | Val-de-Marne      | Arcueil                    | Daniel Breuiller                                       |           | CAP       |
| 2001      | Val-de-Marne      | Orly                       | Gaston Viens                                           |           | CAP       |
| 2008      | Haute-Vienne      | Arnac-la-Poste             | Jean-Pierre Drieux                                     |           | ADS       |
| 2008      | Haute-Vienne      | Champsac                   | Guy Baudrier                                           |           | ADS       |
| 2008      | Haute-Vienne      | Javerdat                   | Annie Dardilhac                                        |           | ADS       |
| 2008      | Haute-Vienne      | Saint-Junien               | Pierre Allard                                          |           | ADS       |
| 2008      | Haute-Vienne      | Saint-Maurice-les-Brousses | Georges Dargentolle                                    |           | ADS       |
| 2008      | Val-de-Marne      | Arcueil                    | Daniel Breuiller                                       |           | GC        |
| 2008      | Val-de-Marne      | Limeil-Brévannes           | Joseph Rossignol                                       |           | PG-GC     |
| 2008      | Val-de-Marne      | Orly                       | Gaston Viens (2008-2009) Christine Janodet (2009-2014) |           | CAP GC    |
| 2014      | Haute-Vienne      | Champsac                   | Guy Baudrier                                           |           | ADS       |
| 2014      | Haute-Vienne      | Javerdat                   | Annie Dardilhac                                        |           | ADS       |
| 2014      | Haute-Vienne      | Saint-Junien               | Pierre Allard                                          |           | ADS       |
| 2014      | Haute-Vienne      | Saint-Maurice-les-Brousses | Georges Dargentolle                                    |           | ADS       |
| 2014      | Val-de-Marne      | Arcueil                    | Daniel Breuiller (2014-2015)                           |           | EELV-GC   |
| 2014      | Val-de-Marne      | Orly                       | Christine Janodet                                      |           | GC        |